# Bonne année (film 1910)
Bonne année è un cortometraggio muto del 1910 diretto da Louis Feuillade e dal Léonce Perret.
Nella filmografia di Feuillade, appare un altro Bonne année girato nel 1913.

## Produzione
Il film fu prodotto dalla Société des Etablissements L. Gaumont

## Distribuzione
Distribuito dalla Société des Etablissements L. Gaumont, uscì nelle sale cinematografiche francesi nel 1910.